# Christian Theodor Weinlig

Christian Theodor Weinlig

Christian Theodor Weinlig (* 25. Juli 1780 in Dresden; † 7. März 1842 in Leipzig) war ein deutscher Jurist, Musikpädagoge, Komponist und Chordirigent in Dresden und Leipzig.

## Leben

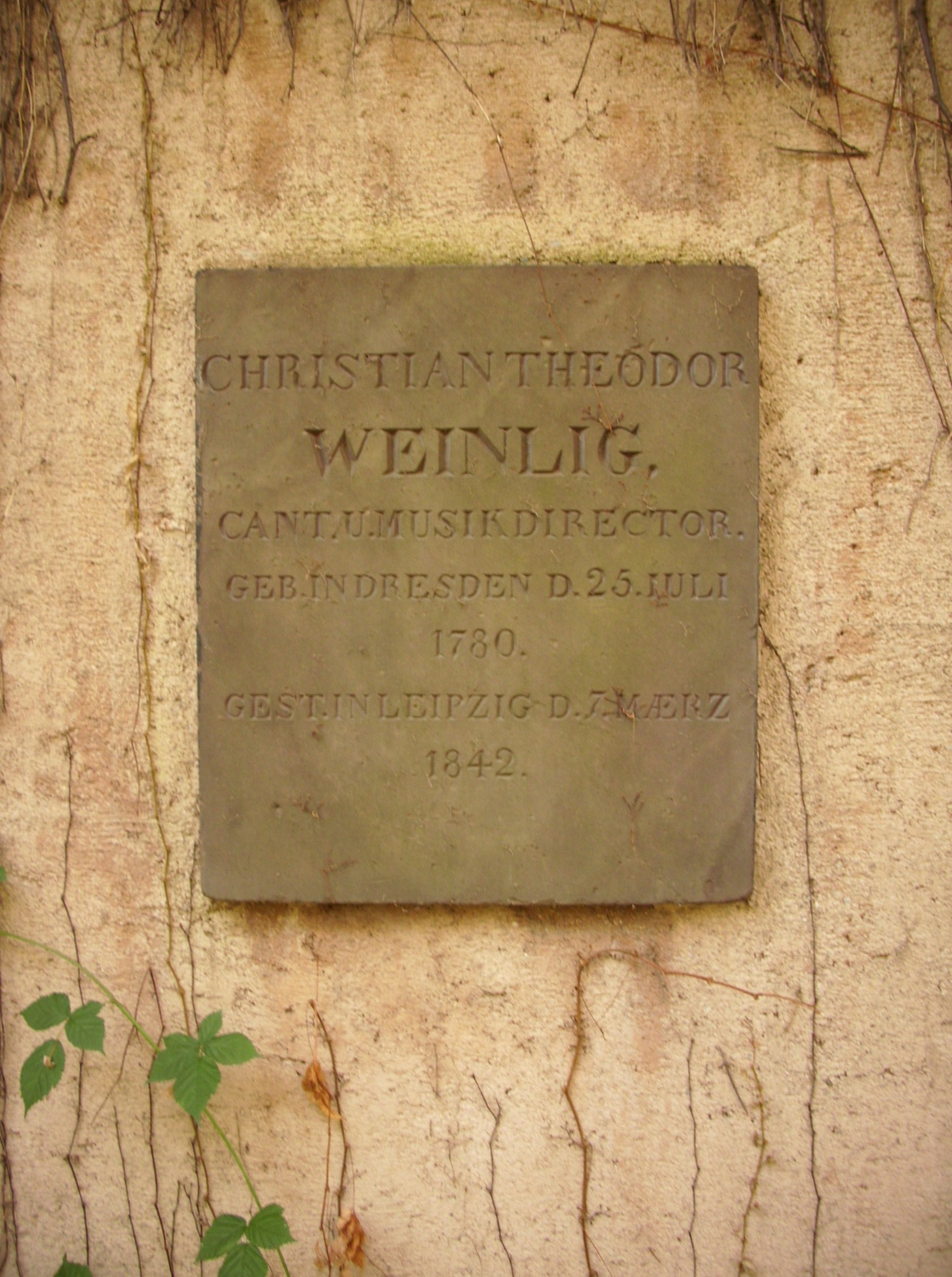
Grabtafel Christian Theodor Weinlig

Weinligs Eltern waren der Dresdner Jurist Christian Heinrich Weinlig (1741–1804) und Friederike Wilhelmine Weinlig geb. Hertel (1754–1807). Großvater Christian Weinlig (1681–1762) war Jurist, General-Accis-Inspektor, Stadt-Syndikus, Stadtbaumeister und Bürgermeister in Dresden.
Weinlig studierte von 1797 bis 1803 Rechtswissenschaften an der Universität Leipzig und arbeitete seit 1803 als Advokat in Dresden. Er erhielt seine musikalische Ausbildung bei seinem Onkel Christian Ehregott Weinlig, der Kantor an der Dresdner Kreuzkirche war, und bei Stanislao Mattei in Bologna. Dort war Christian Theodor Weinlig Mitglied der Accademia Filarmonica.
Von 1814 bis 1817 wirkte Weinlig zunächst als Kreuzkantor in Dresden, 1823 wurde er Thomaskantor in Leipzig. Dieses Amt führte er bis zu seinem Tode. Christian Theodor Weinlig war mit Charlotte Emilie Treitschke (1787–1873), der Tochter des Juristen Karl Friedrich Treitschke (1746–1804) verheiratet und hatte fünf Kinder.
Zu den bekanntesten Schülern Weinligs gehörten die Pianistin Clara Schumann geb. Wieck und der Komponist und Kapellmeister Richard Wagner. Dieser widmete ihm auch sein erstes Werk (Klaviersonate in B-Dur). Seiner Frau widmete Richard Wagner sein Chorwerk „Das Liebesmahl der Apostel“ in F-Dur WWV 694. Eines seiner Kinder, der Mediziner und Publizist Albert Christian Weinlig, wurde später sächsischer Innenminister. Weinlig wurde auf dem Alten Johannisfriedhof in Leipzig begraben (V. Abteilung, an der Ostmauer, südlich des Hauptwegs). Seine Grabtafel ist noch erhalten.
Nach seinem Tode erschien sein Werk Theoretisch-praktische Anleitung zur Fuge (Dresden 1845).
1900 wurde eine Straße im Leipziger Stadtteil Gohlis nach C. T. Weinlig benannt (Weinligstraße).

## Werke
- Christian Theodor Weinlig: Dreißig kurze Singübungen für die Altstimme mit Begleitung des Pianoforte. Hofmeister, Leipzig 1840.